# Oligodon chinensis
Espèce
Synonymes
- Simotes chinensis Günther, 1888
- Simotes longicauda Boulenger, 1903
- Holarchus violaceus longicauda Bourret, 1936

Statut de conservation UICN

 LC  : Préoccupation mineure
Oligodon chinensis est une espèce de serpent de la famille des Colubridae.

## Répartition
Cette espèce se rencontre :
- dans le sud de la république populaire de Chine, dans les provinces de Jiangsu, Anhui, Jiangxi, Zhejiang, Fujian, Guangdong, Guangxi, Yunnan et Hainan ;
- dans le nord du Viêt Nam.

## Description
Dans sa description Boulenger indique que le spécimen en sa possession, un mâle, mesure 53 cm dont 10,5 cm pour la queue.
Il s'agit d'un serpent nocturne.

## Étymologie
Son nom d'espèce, composé de chin[e] et du suffixe latin -ensis, « qui vit dans, qui habite », lui a été donné en référence au lieu de sa découverte.

## Publications originales
- Boulenger, 1903 : Descriptions of new snakes in the collection of the British Museum. Annals and magazine of natural history, ser. 7, vol. 12, p. 350-354 (texte intégral).
- Günther, 1888 : On a collection of reptiles from China. Annals and Magazine of Natural History, ser. 6, n. 1, p. 165-172 (texte intégral).